# اسرائیل کورپوریشن
اسرائیل کورپوریشن (به انگلیسی: Israel Corporation) شرکت خوشه‌ای اسرائیلی است، که در صنایع نفت‌وگاز، صنایع شیمیایی، صنایع پتروشیمی، صنعت خودروسازی، خدمات لجستیکی و ترابری، کشتی‌سازی، ترابری دریایی، بازاریابی و تجارت انرژی فعالیت می‌کند.
دفتر مرکزی این شرکت در شهر تل‌آویو، اسرائیل قرار دارد و بخشی از سهام آن در بازارهای بورس تل‌آویو، بورس لندن، بورس فرانکفورت و بورس نیویورک معامله می‌شود. مالک اصلی شرکت اسرائیل کورپوریشن؛ گروه برادران عوفر می‌باشد.

## تاریخچه
شرکت اسرائیل کورپوریشن در سال ۱۹۶۸ توسط شآول ایزنبرگ و با سرمایه‌گذاری دولت اسرائیل، تأسیس شد. در آغاز هدف از تشکیل این شرکت، جذب سرمایه و جلب مشارکت سرمایه‌گذاران خارجی، در جهت توسعه هر چه سریع‌تر کشور نوپای اسرائیل بود.
در راستای همین سیاست، درصدی از سهام شرکت، در سال‌های ۱۹۶۹، ۱۹۷۰، ۱۹۷۴ و ۱۹۸۲ به صورت عمومی واگذار شد. در سال ۱۹۸۲ بخشی از سهام این شرکت اسرائیل، در بازار بورس اوراق بهادار تل‌آویو عرضه گردید.
در ۱۹۹۹ گروه برادران عوفر اقدام به خریداری اکثریت سهام شرکت اسرائیل کورپوریشن نمود و هم‌اکنون این گروه همچنان مالک اصلی آن، محسوب می‌شود.

## شرکت‌های تابعه

### شرکت بازان
بازان، شرکت نفتی فعال در بخش پایین‌دستی صنعت نفت، دارای بزرگترین پالایشگاه نفت اسرائیل و تولیدکننده فراورده‌های نفتی و دامنه گسترده‌ای از محصولات پتروشیمیایی، همچنین عرضه نفت خام و بنزین است، که در شهر حیفا اسرائیل مرکزیت دارد.

### شیمیایی اسرائیل
شرکت شیمیایی اسرائیل، تولیدکننده دامنه گوناگونی از محصولات شیمیایی، با تمرکز بر تولید و عرضه کود شیمیایی، مستقر در اسرائیل.

### خدمات کشتی‌رانی زیم
خدمات کشتی‌رانی زیم، دارای ناوگان پیشرفته و مجهزی از انواع کشتی کانتینری، کشتی باری، نفتکش، کشتی فله‌بر و کشتی اقیانوس‌پیما است، که یکی از بزرگترین ناوگان‌های متعلق به بخش خصوصی در جهان به‌شمار می‌آید.

### پتروتک آگ
شرکت پتروتک آگ، فعال در حوزه تولید و مبادله زیست‌انرژی و زیست‌دیزل، مستقر در برکن، نوردراین-وستفالن، آلمان

### شرکت بتر پلس
شرکت بتر پلس، مالک شبکه گسترده‌ای از جایگاه‌های شارژ و ایستگاه‌های ارائه خدمات برای خودروهای برقی است، که در کشورهای مختلف جهان دارای عملیات می‌باشد. دفتر عملیاتی آن در پالو آلتو، کالیفرنیا ایالات متحده قرار دارد.

### شرکت کوروس
شرکت کوروس، یک مشارکت انتفاعی با شرکت خودروسازی چری است، که از سال ۲۰۰۷ فعالیت خود را در صنعت خودروسازی آغاز نمود. دفتر مرکزی آن در شانگهای قرار دارد.

### شرکت تاور جاز
شرکت تاور جاز، تولیدکننده نیم‌رسانا، تراشه، سامانه میکرو الکترومکانیکی و حافظه (رایانه) است، که با پشتیبانی فنی نشنال سمی‌کنداکتر و نیز مشارکت مالی شرکت اسرائیل، بانک لومی و بانک پوعلیم فعالیت خود را آغاز نمود.

### شرکت آی‌سی گرین انرژی
شرکت آی‌سی گرین انرژی، سرمایه‌گذاری مشترک در واربورگ آلمان، به‌همراه شرکت پینکوس هولدینگ و در بخش انرژی‌های تجدیدپذیر شامل انرژی خورشیدی و سوخت‌های زیستی.

### شرکت اینکیا انرژی
شرکت اینکیا انرژی، مستقر در پرو، که اپراتور چندین نیروگاه هیدروالکتریکی و نیروگاه گازی در آمریکای جنوبی، مرکزی و حوزه دریای کارائیب می‌باشد.

## سهامداران
سهام‌داران اصلی شرکت اسرائیل در فهرست زیر مشخص شده‌است:
| سهام‌دار                 | درصد مالکیت |
| ----------------------- | ----------- |
| گروه برادران عوفر       | ۴۶٫۹٪ درصد  |
| بانک لومی               | ۱۸٪ درصد    |
| ایدان عوفر              | ۳٫۹٪ درصد   |
| اکس‌تی هولدینگ           | ۱٫۲٪ درصد   |
| کیربای اینترپرایز       | ۰٫۷٪ درصد   |
| نورجس بانک              | ۰٫۵٪ درصد   |
| تامسون سیگل اند والمزلی | ۰٫۴٪ درصد   |
| ونگارد گروپ             | ۰٫۳٪ درصد   |
| بلک‌راک                  | ۰٫۳٪ درصد   |

## بورس اوراق بهادار
سهام شرکت اسرائیل فهرست اولیه در بازار بورس اوراق بهادار تل‌آویو، ذکر شده‌است.
این شرکت همچنین در فهرست ثانویه از بازارهای بورس لندن، بورس فرانکفورت و نیز بازار بورس نیویورک قرار دارد.